# یونس شاکری
یونس شاکری (زادهٔ ۱۰ فروردین ۱۳۶۸) یک بازیکن فوتبال اهل ایران است که در پست مهاجم برای تیم شهرداری نوشهر بازی می‌کند.
او در ۱۵ اردیبهشت ۱۳۹۸ تنها پس از ۱۵ ثانیه به عنوان یار تعویضی در بازی شهر خودرو مقابل سایپا وارد میدان شد و موفق به زدن گل شد.